# Абатство Постел
Абатство Постел (на нидерландски: Abdij van Postel) е норбертинско абатство, в община Мол, провинция Антверпен, Северна Белгия, в близост до границата с Нидерландия.

## История
Абатството е основано около 1135 г. от монаси от абатство Флореф като приорат. Поради голямото разстояние между двете общности, монашеската общност Постел от ХІV век става автономна от абатство Флореф.
През 1616 г. Постел получава статут на абатство. След 1630 г. абатството многократно е опустошавано и ограбвано. По време на Френската революция, през 1797 г., абатството е разтурено, монасите са прогонени, част от сградите разрушени, а останалото имущество – земи и сгради, е продадено.
През 1847 г. абатството е възстановено. В абатството е запазена манастирската църква от края на ХІІ век, изградена в романски стил, и трапезария от ХVІІІ век.

## БираПостел
Абатската пивоварна е построена през 1611 и остава в експлоатация до Френската революция.
Производството на абатската бира през 1953 г. е предоставено на пивоварната Brouwerij Campina в Десел, въз основа на споразумение между монасите и пивоварната. През 1988 г. пивоварната Brouwerij Maes придобива мажоритарен дял в Brouwerij Campina. Пивоварната в Десел е затворена през 1989 година. От 1988 г. бирата „Постел“ се произвежда от пивоварната Brouwerij De Smedt в Опвейк, Централна Белгия, която произвежда и друга популярна марка абатска бира – „Афлигем“. Предвид нарастващия международен успех на марката „Афлигем“, през 2000 г. Brouwerij De Smedt е придобита от холандската корпорация „Хайнекен“ и е преименувана на Affligem Brouwerij BDS N.V..
Абатство Постел получава парични отчисления за използване на търговската марка и наименованието Postel. Бирата е сертифицирана от Съюза на белгийските пивовари като „призната белгийска абатска бира“ (Erkend Belgisch Abdijbier) и може да носи лого, изобразяващо стилизирана чаша с кафява бира, вписана в готически прозорец-арка.